# Championnat de Gambie de football 2022-2023
Navigation
Édition précédente Édition suivante
La saison 2022-2023 du Championnat de Gambie de football est la cinquante-cinquième édition de la GFA League First Division, le championnat national de première division en Gambie. Les seize équipes engagées sont regroupées au sein d'une poule unique où elles affrontent deux fois leurs adversaires, à domicile et à l'extérieur. En fin de saison, les deux derniers du classement sont relégués.

## Déroulement de la saison
Le Hawks FC est le tenant du titre. Avec deux promus, le championnat reste à seize participants cette saison.

## Participants
- Banjul United
- Real de Banjul
- Marimoo FC
- Hawks FC
- Brikama United
- Armed Forces FC
- Fortune FC
- Greater Tomorrow Football Academy - promu de D2
- Gamtel FC
- Wallidan FC
- Waa Banjul FC
- PSV Wellingara - promu de D2
- Falcons FC
- Samger  Kanifing
- Team Rhino
- Steve Biko

## Compétition

### Classement
Le classement est établi sur le barème de points suivant : victoire à 3 points, match nul à 1, défaite à 0.
| Rang | Équipe                              | Pts | J  | G  | N  | P  | Bp | Bc | Diff |
| ---- | ----------------------------------- | --- | -- | -- | -- | -- | -- | -- | ---- |
| 1    | Real de Banjul                      | 52  | 30 | 14 | 10 | 6  | 38 | 21 | +17  |
| 2    | Falcons FC                          | 52  | 30 | 14 | 10 | 6  | 33 | 21 | +12  |
| 3    | Fortune FC                          | 48  | 30 | 13 | 9  | 8  | 30 | 23 | +7   |
| 4    | Brikama United                      | 46  | 30 | 12 | 10 | 8  | 40 | 31 | +9   |
| 5    | Samger Kanifing                     | 44  | 30 | 12 | 8  | 10 | 30 | 30 | 0    |
| 6    | Marimoo FC                          | 44  | 30 | 11 | 11 | 8  | 24 | 24 | 0    |
| 7    | Wallidan FC                         | 43  | 30 | 11 | 10 | 9  | 26 | 23 | +3   |
| 8    | Team Rhino                          | 40  | 30 | 10 | 10 | 10 | 34 | 29 | +5   |
| 9    | Armed Forces FC                     | 39  | 30 | 10 | 9  | 11 | 23 | 26 | -3   |
| 10   | Banjul United                       | 38  | 30 | 9  | 11 | 10 | 25 | 30 | -5   |
| 11   | Steve Biko                          | 37  | 30 | 8  | 13 | 9  | 28 | 29 | -1   |
| 12   | Waa Banjul FC                       | 35  | 30 | 7  | 14 | 9  | 17 | 22 | -5   |
| 13   | Greater Tomorrow Football Academy P | 35  | 30 | 8  | 9  | 13 | 34 | 40 | -6   |
| 14   | Gamtel FC                           | 34  | 30 | 8  | 10 | 12 | 23 | 29 | -6   |
| 15   | Hawks FC T                          | 31  | 30 | 7  | 10 | 13 | 30 | 38 | -8   |
| 16   | PSV Wellingara P                    | 21  | 30 | 4  | 9  | 17 | 25 | 44 | -19  |

|  | Qualification pour la Ligue des champions de la CAF 2023-2024                          |
|  | Qualification pour la Coupe de la confédération 2023-2024                              |
|  | Relégation directe en deuxième division                                                |
|  | T : Tenant du titre C : Vainqueur de la Coupe de Gambie P : Promu de deuxième division |

## Bilan de la saison
| Championnat de Gambie de football 2022-2023 |                            |
| Champion                                    | Real de Banjul (13e titre) |
| Qualifications continentales                |                            |
| Ligue des champions de la CAF 2023-2024     | Real de Banjul             |
| Coupe de la confédération 2023-2024         | aucun                      |
| Promotions et relégations                   |                            |
| Promus en First Division                    |                            |
| Relégués en Second Division                 |                            |